# Sint-Jan Baptistkerk (Houthulst)

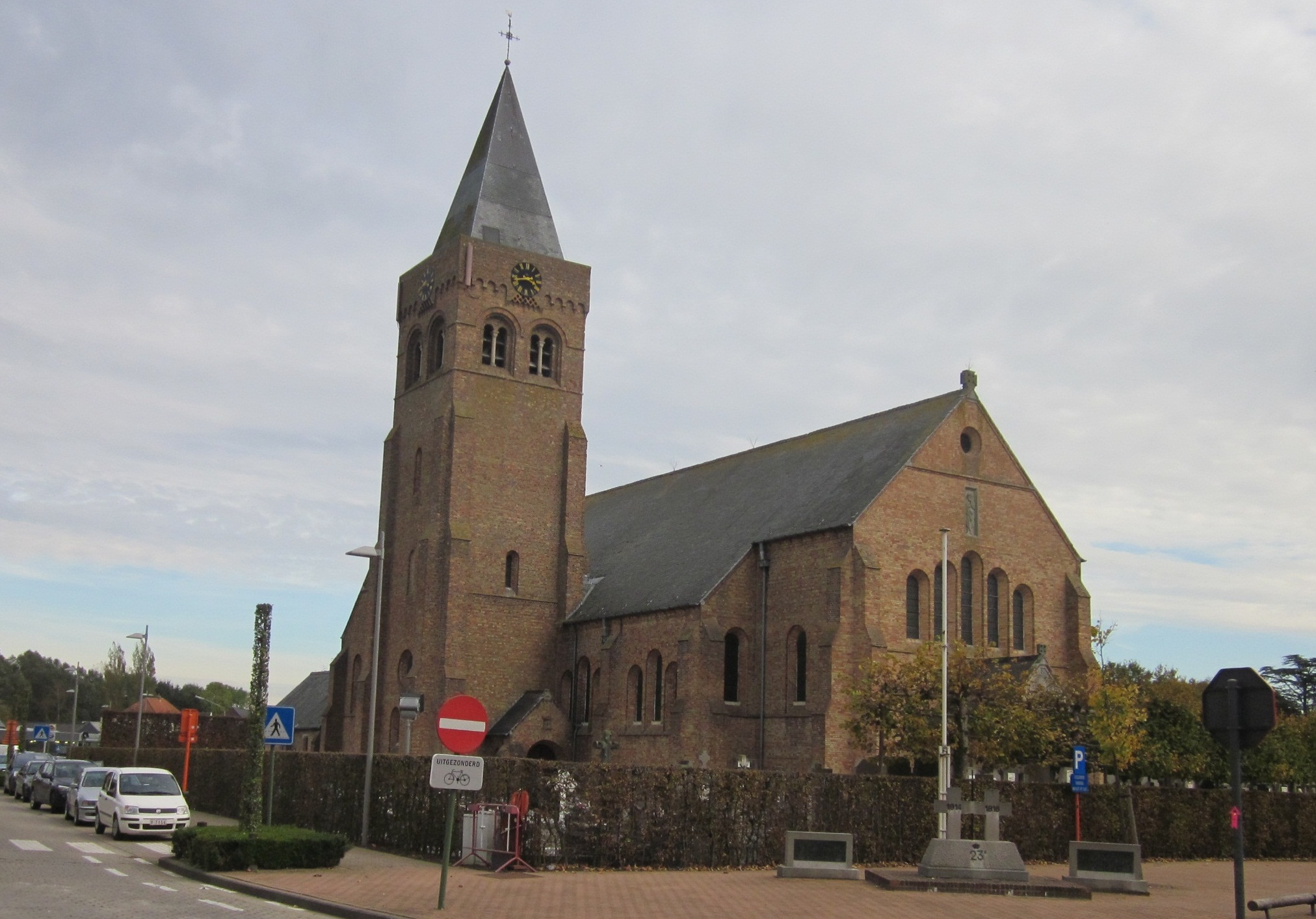
Sint-Jan Baptistkerk

De Sint-Jan Baptistkerk is de parochiekerk van de West-Vlaamse plaats Houthulst, gelegen aan de Markt.

## Geschiedenis
Tussen 1853 en 1857 ontwikkelde Houthulst zich van nederzetting tot dorp. In 1857 werd Houthulst een zelfstandige parochie, die afgesplitst werd van die van Klerken. Tussen 1857 en 1868 werd een neogotische kerk gebouwd naar ontwerp van Pierre Buyck. Het betrof een pseudobasilicale kruiskerk met westtoren en westportaal.
De kerk werd tijdens de Eerste Wereldoorlog geheel verwoest en van 1920-1923 herbouwd naar ontwerp van Jozef Viérin. De kerk werd gebouwd op een iets andere plaats en had een ander ontwerp dan de eerstgenoemde kerk. De nieuwe kerk is gebouwd in de regionale baksteenarchitectuur maar bevat neoromaanse elementen. De toren werd tegen de noordbeuk aan gebouwd.
In 1945 liep de kerk, met name de glas-in-loodramen, schade op door een ontploffing in het nabijgelegen munitiedepot.

## Gebouw
Het betreft een driebeukige pseudobasiliek, uitgevoerd in gele baksteen, met aangebouwde noordtoren met traptorentje, een vooruitspringend westportaal, en een vlak afgesloten koor.
De kerk bevat enkele gedenkstenen voor de slachtoffers van de Eerste Wereldoorlog en de Tweede Wereldoorlog. Ook het 23e, 24e, 1e, 7e en 13e artillerieregiment van het Belgische leger tijdens de Eerste Wereldoorlog werden herdacht, met glas-in-loodramen.